# مارسيا ستراسمان
مارسيا آن ستراسمان (بالإنجليزية: Marcia Strassman)‏ (28 أبريل 1948 - 24 أكتوبر 2014) ممثلة ومغنية أمريكية، اشتهرت بأدوار مثل الممرضة مارغي كاتلر على
أم * أي * أس * أتش ، دور مثل جولي كوتر في مسلسل سيتكوم أهلا بعودتك، كوتر ، دورها في فيلم هوني آي بلو آب ذي كيد (1992).

## وفاتها
تم تشخيص ستراسمان في شهر مارس عام 2007 بسرطان الثدي المتقدم الذي انتشر في عظامها. ماتت من هذا المرض في منزلها في شيرمان أوكس ، كاليفورنيا ، في 24 أكتوبر 2014. حيث كانت تبلغ من العمر 66 عامًا، وبقيت على قيد الحياة من قبل شقيقتها جولي، شقيقها ستيفن وابنتها إليزابيث كوليكتر.

## روابط خارجية
- مارسيا ستراسمان التسجيلات من ديسكاغز.كوم
- مارسيا ستراسمان على موقع IMDb (الإنجليزية)
- مارسيا ستراسمان على موقع ألو سيني (الفرنسية)
- مارسيا ستراسمان على موقع ميوزك برينز (الإنجليزية)
- مارسيا ستراسمان على موقع تيرنر كلاسيك موفيز (الإنجليزية)
- مارسيا ستراسمان على موقع أول موفي (الإنجليزية)
- مارسيا ستراسمان على موقع قاعدة بيانات الأفلام السويدية (السويدية)
- مارسيا ستراسمان على موقع إن إن دي بي (الإنجليزية)
- مارسيا ستراسمان على موقع ديسكوغز (الإنجليزية)
- مارسيا ستراسمان على موقع قاعدة بيانات الفيلم (الإنجليزية)
- مارسيا ستراسمان على موقع كينوبويسك (الروسية)
- مارسيا ستراسمان على موقع فايند أغريف
- Marcia Strassman(Aveleyman)